# The Most Beautiful Girl
The Most Beautiful Girl è un brano musicale scritto da Rory Bourke, Billy Sherrill e Norro Wilson e interpretato dal cantante Charlie Rich, che lo ha pubblicato come singolo nel 1973, estratto dall'album Behind Closed Doors.

## Tracce
- 7"

1. The Most Beautiful Girl
2. I Feel Like Goin' Home

## Classifiche
| Classifica (1973-74) | Posizione raggiunta |
| -------------------- | ------------------- |
| Stati Uniti          | 1                   |
| Regno Unito          | 2                   |

## Cover
- Andy Williams per l'album The Way We Were (1974)
- Anni-Frid Lyngstad in lingua svedese con il titolo Vill du låna en man? (testo di Stig Anderson) per l'album Frida ensam (1975)
- Sergio Franchi (1976)